# Hans Willibald
Hans Willibald (1966) è un ex sciatore alpino tedesco.
Prima della riunificazione tedesca (1990) gareggiò per la nazionale tedesca occidentale.

## Biografia
Willibald, specialista delle prove tecniche, debuttò in campo internazionale in occasione dei Mondiali juniores di Sugarloaf 1984 e vinse due medaglie di bronzo ai Campionati tedeschi; si ritirò durante la stagione 1994-1995 e la sua ultima gara fu lo slalom speciale dei Campionati tedeschi juniores 1995, disputato il 4 febbraio a Lenggries. Non ottenne piazzamenti in Coppa del Mondo né prese parte a rassegne olimpiche o iridate.

## Palmarès

### Campionati tedeschi
- 2 medaglie (dati parziali fino alla stagione 1985-1986)[1]:
  - 2 bronzi (slalom gigante nel 1987; slalom speciale nel 1993)